# Namhyeon-dong, Jecheon
Namhyeon-dong (koreanska: 남현동) är en stadsdel i staden Jecheon i provinsen Norra Chungcheong, i den centrala delen av Sydkorea, 120 km sydost om huvudstaden Seoul.